# Ochmacanthus orinoco
Ochmacanthus orinoco es una especie de peces de la familia Trichomycteridae en el orden de los Siluriformes.

## Morfología
• Los machos pueden llegar alcanzar los 4,6 cm de longitud total.

## Hábitat
Es un pez de agua dulce y de clima tropical (23 °C-26 °C).

## Distribución geográfica
Se encuentran en Sudamérica:  cuencas de los ríos  Negro y Orinoco.